# Nationalliga A (1987/1988)
Nationalliga A (1987/1988) – 91. edycja najwyższej piłkarskiej klasy rozgrywkowej w  Szwajcarii. Rozpoczęły się 8 sierpnia 1987 roku, zakończyły się natomiast 1 czerwca 1988 roku. W rozgrywkach wzięło udział dwanaście drużyn. Przed sezonem liga została zmniejszona z szesnastu drużyn. Mistrzowski tytuł wywalczyła drużyna Neuchâtel Xamax. Królem strzelców ligi został John Eriksen z Servette FC, który zdobył 36 goli.

## Drużyny
| Uczestnicy poprzedniej edycji                                                                                 | Uczestnicy poprzedniej edycji | Uczestnicy poprzedniej edycji | Uczestnicy poprzedniej edycji |
| --- | ----------------------------- | ----------------------------- | ----------------------------- |
| NEU | Neuchâtel Xamax               | 1                             |                               |
| GRA | Grasshopper Club Zurych       | 2                             |                               |
| SIO | FC Sion                       | 3                             |                               |
| SER | Servette FC                   | 4                             |                               |
| LUZ | FC Luzern                     | 5                             |                               |
| ZUR | FC Zürich                     | 6                             |                               |
| GAL | FC Sankt Gallen               | 7                             |                               |
| LAU | FC Lausanne-Sport             | 8                             |                               |
| BEL | AC Bellinzona                 | 9                             |                               |
| YBO | BSC Young Boys                | 10                            |                               |
| AAR | FC Aarau                      | 11                            |                               |
| BAS | FC Basel                      | 12                            |                               |
| Oznaczenia: - kolumna pierwsza – skróty nazw drużyn, - kolumna trzecia – miejsce zajęte w poprzednim sezonie. |                               |                               |                               |

Po poprzednim sezonie spadły: Vevey Sports, FC Wettingen, FC Locarno i FC La Chaux-de-Fonds.

## Sezon zasadniczy

### Tabela
| Lp. | Drużyna                 | M  | Z  | R  | P  | Bramki | Bramki | Różn. | Pkt | Uwagi              |
| --- | ----------------------- | -- | -- | -- | -- | ------ | ------ | ----- | --- | ------------------ |
| 1   | Neuchâtel Xamax         | 22 | 13 | 5  | 4  | 53     | 28     | +25   | 31  | Grupa mistrzowska  |
| 2   | Grasshopper Club Zurych | 22 | 12 | 6  | 4  | 30     | 16     | +14   | 30  | Grupa mistrzowska  |
| 3   | BSC Young Boys          | 22 | 7  | 12 | 3  | 37     | 28     | +9    | 26  | Grupa mistrzowska  |
| 4   | FC Aarau                | 22 | 9  | 7  | 6  | 28     | 24     | +4    | 25  | Grupa mistrzowska  |
| 5   | FC Sankt Gallen         | 22 | 9  | 5  | 8  | 28     | 27     | +1    | 23  | Grupa mistrzowska  |
| 6   | FC Luzern               | 22 | 7  | 9  | 6  | 30     | 29     | +1    | 23  | Grupa mistrzowska  |
| 7   | Servette FC             | 22 | 8  | 7  | 7  | 32     | 31     | +1    | 23  | Grupa mistrzowska  |
| 8   | FC Lausanne-Sport       | 22 | 8  | 7  | 7  | 39     | 39     | 0     | 23  | Grupa mistrzowska  |
| 9   | FC Sion                 | 22 | 8  | 6  | 8  | 42     | 36     | +6    | 22  | Grupa awans/spadek |
| 10  | AC Bellinzona           | 22 | 3  | 8  | 11 | 25     | 38     | −13   | 14  | Grupa awans/spadek |
| 11  | FC Basel                | 22 | 4  | 5  | 13 | 27     | 55     | −28   | 13  | Grupa awans/spadek |
| 12  | FC Zürich               | 22 | 4  | 3  | 15 | 26     | 46     | −20   | 11  | Grupa awans/spadek |

## Grupa mistrzowska
| Lp. | Drużyna                 | M  | Z | R | P | Bramki | Bramki | Różn. | Pkt | Uwagi                                   |
| --- | ----------------------- | -- | - | - | - | ------ | ------ | ----- | --- | --------------------------------------- |
| 1   | Neuchâtel Xamax         | 14 | 6 | 4 | 4 | 29     | 19     | +10   | 16  | Puchar Europy • I runda                 |
| 2   | Servette FC             | 14 | 7 | 4 | 3 | 38     | 23     | +15   | 18  | Puchar UEFA • 1/32 finału               |
| 3   | FC Aarau                | 14 | 6 | 5 | 3 | 24     | 17     | +7    | 17  | Puchar UEFA • 1/32 finału               |
| 4   | Grasshopper Club Zurych | 14 | 6 | 3 | 5 | 23     | 21     | +2    | 15  | Puchar Zdobywców Pucharów • 1/16 finału |
| 5   | FC Luzern               | 14 | 5 | 5 | 4 | 19     | 19     | 0     | 15  |                                         |
| 6   | FC Sankt Gallen         | 14 | 4 | 3 | 7 | 16     | 25     | −9    | 11  |                                         |
| 7   | FC Lausanne-Sport       | 14 | 3 | 5 | 6 | 18     | 30     | −12   | 11  |                                         |
| 8   | BSC Young Boys          | 14 | 4 | 1 | 9 | 18     | 31     | −13   | 9   |                                         |

## Grupa awans/spadek

### Grupa A
| Lp. | Drużyna           | M  | Z  | R | P  | Bramki | Bramki | Różn. | Pkt | Uwagi |
| --- | ----------------- | -- | -- | - | -- | ------ | ------ | ----- | --- | ----- |
| 1   | FC Wettingen      | 14 | 11 | 0 | 3  | 32     | 16     | +16   | 22  |       |
| 2   | AC Bellinzona     | 14 | 8  | 1 | 5  | 29     | 20     | +9    | 17  |       |
| 3   | FC Schaffhausen   | 14 | 7  | 1 | 6  | 25     | 22     | +3    | 15  |       |
| 4   | ES FC Malley      | 14 | 7  | 1 | 6  | 21     | 20     | +1    | 15  |       |
| 5   | FC Basel          | 14 | 5  | 4 | 5  | 27     | 20     | +7    | 14  |       |
| 6   | FC Bulle          | 14 | 7  | 0 | 7  | 28     | 25     | +3    | 14  |       |
| 7   | Étoile Carouge FC | 14 | 4  | 1 | 9  | 14     | 33     | −19   | 9   |       |
| 8   | BSC Old Boys      | 14 | 2  | 2 | 10 | 11     | 31     | −20   | 6   |       |

### Grupa B
| Lp. | Drużyna            | M  | Z  | R | P | Bramki | Bramki | Różn. | Pkt | Uwagi |
| --- | ------------------ | -- | -- | - | - | ------ | ------ | ----- | --- | ----- |
| 1   | FC Lugano          | 14 | 13 | 0 | 1 | 47     | 15     | +32   | 26  |       |
| 2   | FC Sion            | 14 | 11 | 1 | 2 | 49     | 14     | +35   | 23  |       |
| 3   | FC Grenchen        | 14 | 7  | 1 | 6 | 21     | 24     | −3    | 15  |       |
| 4   | CS Chênois         | 14 | 6  | 2 | 6 | 21     | 30     | −9    | 14  |       |
| 5   | FC Chiasso         | 14 | 5  | 1 | 8 | 21     | 34     | −13   | 11  |       |
| 6   | FC Zürich          | 14 | 3  | 3 | 8 | 19     | 28     | −9    | 9   |       |
| 7   | FC Martigny-Sports | 14 | 3  | 2 | 9 | 16     | 37     | −21   | 8   |       |
| 8   | FC Locarno         | 14 | 1  | 4 | 9 | 16     | 33     | −17   | 6   |       |

## Najlepsi strzelcy
36 bramek
- John Eriksen (Servette FC)

21 bramek
- Wynton Rufer (Grasshopper Club Zurych)

18 bramek
- Paulo César (Grasshopper Club Zurych)

17 bramek
- Steen Thychosen (FC Lausanne-Sport)

16 bramek
- Hanspeter Zwicker (FC Sankt Gallen)

15 bramek
- Robert Lüthi (Neuchâtel Xamax)

13 bramek
- Beat Sutter (Neuchâtel Xamax)